# Brachyopa

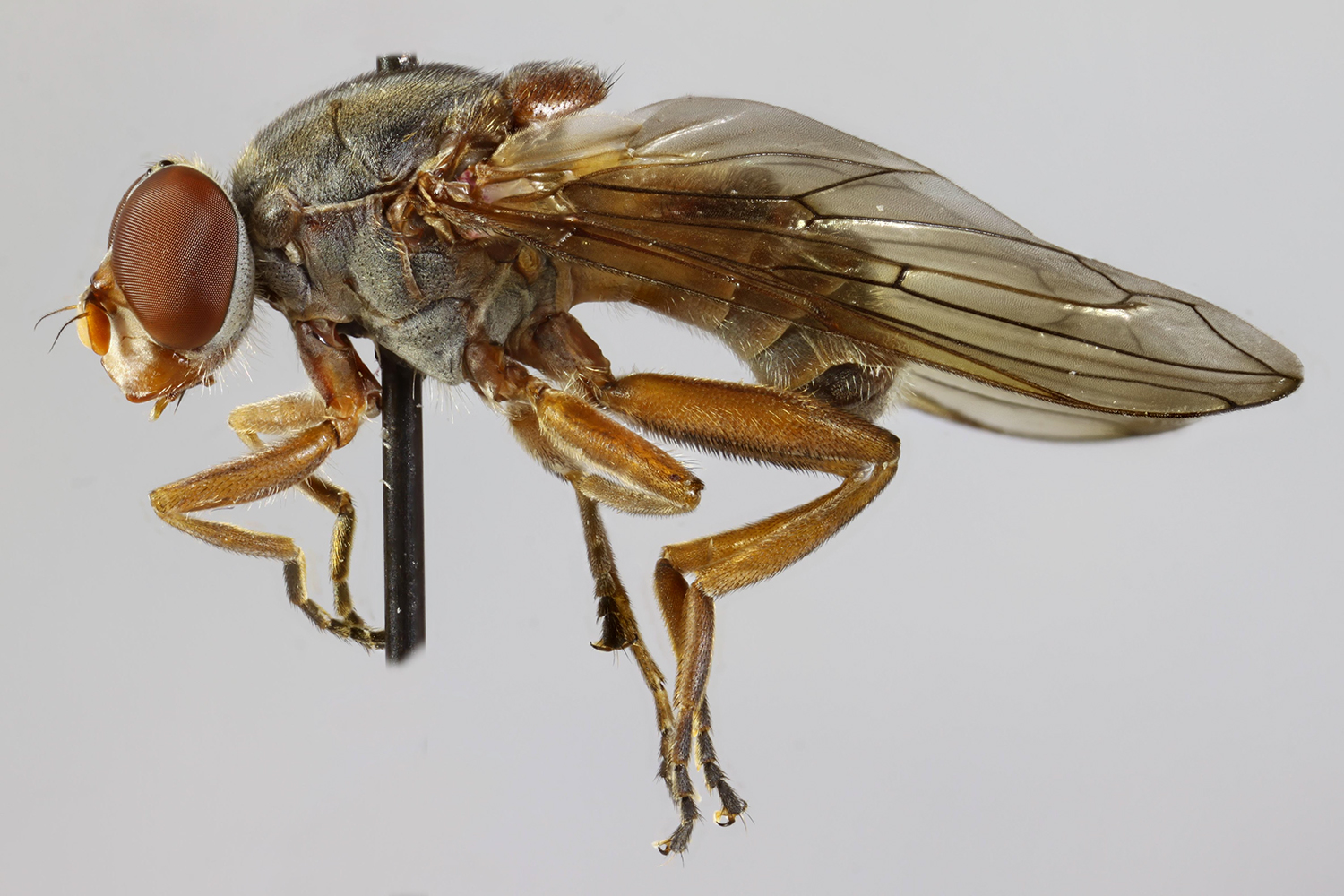
Brachyopa scutellaris

Brachyopa es un género de moscas sírfidas. Son de color gris o castaño. Las larvas se suelen encontrar bajo la corteza de ramas muertas donde se alimentan de savia en descomposición.

## Especies
Las especies de este género son:
Subgénero: Brachyopa
- Brachyopa atlantea Kassebeer, 2000
- Brachyopa bicolor (Fallén, 1817)[2]
- Brachyopa bimaculosa Doczkal & Dziock, 2004
- Brachyopa cinerea Wahlberg, 1844
- Brachyopa cinereovittata Bigot, 1884
- Brachyopa cynops Snow, 1892
- Brachyopa daeckei Johnson, 1917
- Brachyopa diversa Johnson, 1917
- Brachyopa dorsata Zetterstedt, 1837
- Brachyopa flavescens Shannon, 1915
- Brachyopa gigas Lovett, 1919
- Brachyopa grunewaldensis Kassebeer, 2000[2]
- Brachyopa insensilis Collin, 1939[2]
- Brachyopa maculipennis Thompson, 1980
- Brachyopa maritima Violovitsh, 1980[3]
- Brachyopa media Williston, 1882
- Brachyopa notata Osten Sacken, 1875
- Brachyopa obscura Thompson & Torp, 1982
- Brachyopa ornamentosa Violovitsh, 1977[3]
- Brachyopa panzeri Goffe, 1945
- Brachyopa paradoxa Krivosheina, 2004
- Brachyopa perplexa Curran, 1922
- Brachyopa pilosa Collin, 1939
- Brachyopa pivanica Mutin, 1984[3]
- Brachyopa plena Collin, 1939[2]
- Brachyopa primorica Mutin, 1998
- Brachyopa punctipennis Curran, 1925
- Brachyopa quadrimaculosa Thompson, 1981
- Brachyopa rufiabdominalis Jones, 1917
- Brachyopa scutellaris Robineau-Desvoidy, 1843
- Brachyopa silviae Doczkal & Dziock, 2004
- Brachyopa stackelbergi Krivosheina, 2004
- Brachyopa tabarkensis Kassebeer, 2002
- Brachyopa testacea (Fallén, 1817)
- Brachyopa vacua Osten Sacken, 1875
- Brachyopa violovitshi Mutin, 1985
- Brachyopa vittata Zetterstedt, 1843[2]
- Brachyopa zhelochovtsevi Mutin, 1998

Subgénero: Hammerschmidtia – a veces considerado un género.
- Brachyopa ferruginea (Fallén, 1817)
- Brachyopa ingrica (Stackelberg, 1952)
- Brachyopa tropia Chu, 1994

Subgénero: Trichobrachyopa
- Brachyopa tristis Kassebeer, 2001